# Knarf Rellöm

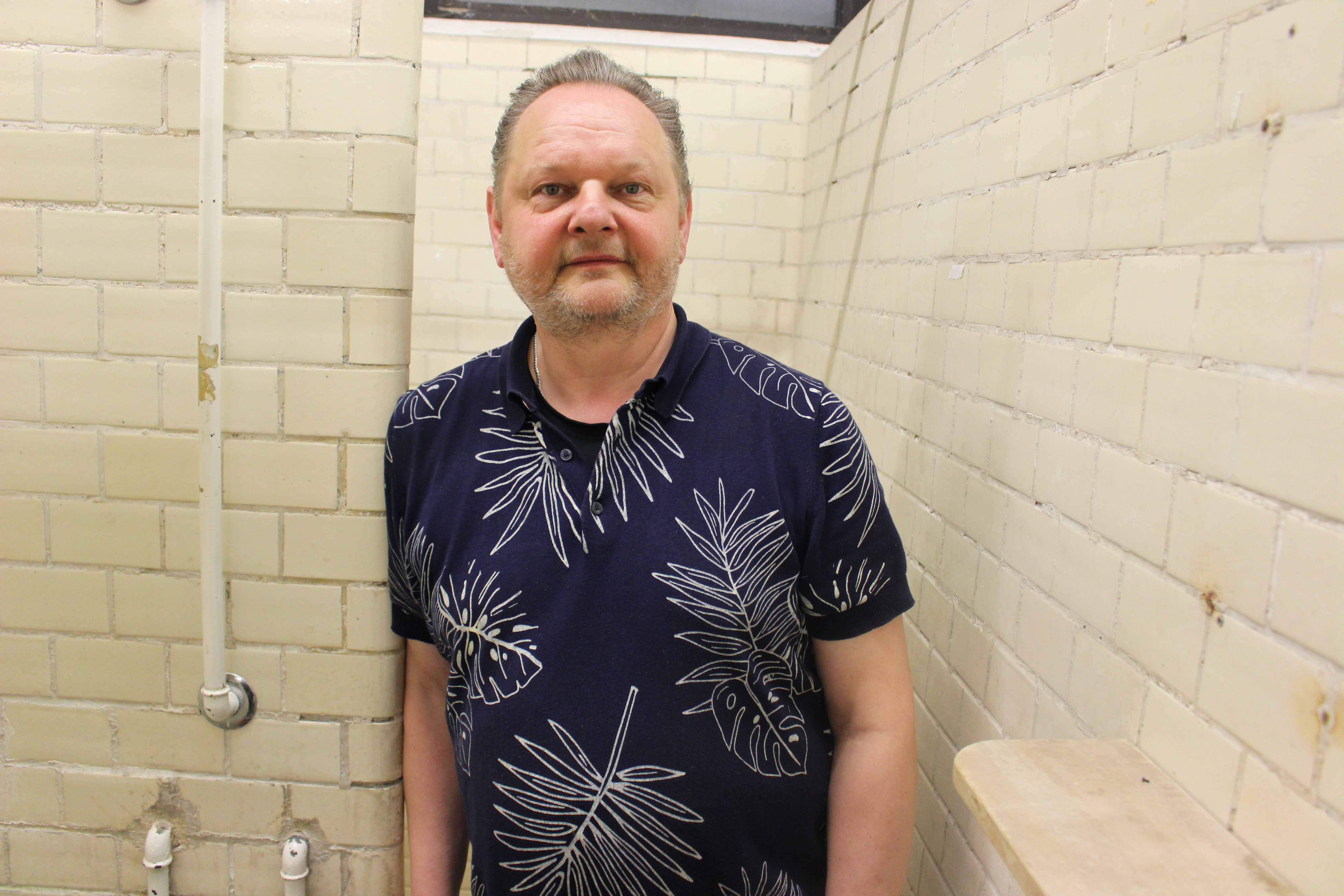
Knarf Rellöm (2024)

Knarf Rellöm alias Frank Möller (* 1962 in Burg (Dithmarschen)) ist ein deutscher Musiker. Sein Künstlername ist ein Ananym seines Namens Frank Möller.

## Leben und Wirken
Knarf Rellöms Musik lässt sich als Hamburger-Schule-Elektro-Punk beschreiben. Er veröffentlicht seit 1990 mit verschiedenen Bands wie beispielsweise Huah! unter verschiedenen Namen bei Alfred Hilsbergs Label What’s So Funny About und bei L’age d’or. Zeitweise war er als Roadie mit den Bands Die Goldenen Zitronen und Blumfeld unterwegs.
Sein Bandname variierte bei den letzten Veröffentlichungen, einmal hieß die Band Knarf Rellöm with the Shi Sha Shellöm. 2006 hieß die Band dann Knarf Rellöm Trinity. Außerdem veröffentlichte er Aufnahmen im Rahmen wechselnder Bandprojekte, z. B. als Die Zukunft mit Bernadette La Hengst und Guz und als Umherschweifende Produzenten mit Manuel Scuzzo.
In der Spielzeit 2011/12 untermalte Knarf Rellöms musikalisch eine Inszenierung des Lustspiels Leonce und Lena von Georg Büchner am Theater Bremen.
Zusammen mit dem Werk X und der Künstlerin Gustav inszenierte er die Neuauflage 2015ff der Proletenpassion (von Unger und der Politrock-Band die Schmetterlinge, Uraufführung 1976).

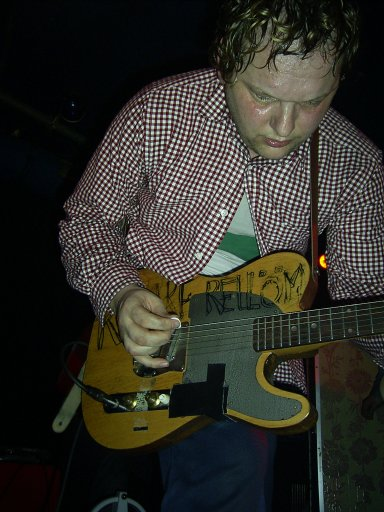
Knarf Rellöm

## Sonstiges
1995 brachten Die Aeronauten die limitierte Vinyl-Single Die Aeronauten play Knarf Rellöm heraus.
1998 war er zusammen mit der Girlgroup Funky Diamonds im Dokumentarfilm Popstar zu sehen.
Der Song Frank Backwards der Darmstädter Band Woog Riots ist Knarf Rellöm gewidmet, ebenso Life on the electric avenue von kante.

## Diskografie
- 1990: Huah! – Was machen HUAH! Jetzt?
- 1992: Huah! – Scheiß Kapitalismus
- 1997: Ladies Love Knarf Rellöm – Bitte vor R.E.M. einordnen
- 1999: Knarf Rellöm ISM – Fehler is King
- 2004: Knarf Rellöm with the Shi Sha Shellöm – Einbildung ist auch ne Bildung
- 2006: Knarf Rellöm Trinity (mit DJ Patex und Viktor Marek) – Move Your Ass and Your Mind Will Follow
- 2008: Knarf Rellöm Trinity – Internet Vinyl
- 2010: Die Zukunft – Sisters & Brothers
- 2014: Umherschweifende Produzenten – Elektronische Musik
- 2015: A Tribe Called Knarf – Es ist die Wahrheit, obwohl es nie passierte
- 2022: Knarf Rellöm Arkestra  – Kritik der Leistungsgesellschaft

## Dokumentarfilme
- Christoph Dreher, Rolf S. Wolkenstein: Metal Mania. Fernsehdokumentation, ZDF/Arte, 1995.
- Alfred Hackensberger, Thomas Röschner: Musik ist Trumpf – Über die Gewalt des Zusammenhangs. Dokumentarfilm, Trigon Film, 1996.
- Natascha Geier: Die Hamburger Schule – Musikszene zwischen Pop und Politik, zweiteiliger Dokumentarfilm, NDR-Fernsehen, 2024. Teil 1: Über den Kiez in die Charts – Die Anfänge (30 Min.). Teil 2: Anspruch und Widerpruch – Auf der Welle des Erfolgs (30 Min.).